# らじとぴあワールド
らじとぴあワールドは1989年1月から1993年9月に放送されたラジオ番組。関西放送制作が制作する番組で、番組収録は東京）のスタジオ、キー局は開始から1990年3月は毎日放送ラジオ（MBSラジオ）、1990年4月から終了はラジオ関西だった。

## 概要
- 1989年1月に「MAKOTOの夜はイタダキ」の後番組としてスタート。パーソナリティーは俳優である長谷川諭と女性アイドル（歌手）の2人でタイトルは「諭（さとし）と○○（アシスタントの名前）のらじとぴあワールド」だった（名前を名乗らずにただ「らじとぴあワールド」だったときもあった）。
- 放送時間は月曜～金曜の深夜（22時頃から翌2時頃）で、関西のキー局は20分、他のネット局は10～15分間だった。
- 内容は主に若者向けで曜日別にコーナーが設けられていた。しかし番組内でかける曲は制作会社の関係からか大半が演歌だった（関西のキー局は3曲、ネット局は2曲）。

## パーソナリティー
- 長谷川諭（メインパーソナリティー）
- 長田悠希（1989年～1990年）
- 西田年見（1990年～1991年）
- 普天間かおり（1991年～1992年、当時は本間かおりの芸名で出演）
- 大石加奈子（1992年～1993年）

## 放送オンエア局・放送時間
特に注記がない場合は月曜日から金曜日（もしくは火曜日から土曜日）までの放送。JRN・NRNの系列の一部で放送されていた。
- 毎日放送ラジオ（MBSラジオ）（制作局） 2:40～3:00（開始～1990年3月）
→ ラジオ関西 2:00～2:20（1990年4月～終了）
- 北海道放送 0:30～0:40（開始～1990年3月） → 23:20～23:30（1990年4月～1991年9月）
→ 23:10～23:20（1991年10月～終了）
- 青森放送 22:15～22:30（開始～1989年9月） → 21:45～22:00（1989年10月～1990年3月）
→ 22:15～22:30（1990年4月～1991年9月） → 19:45～20:00（1991年10月～1992年3月）
→ 月～木22:05～22:20、金24:45～25:00（1992年4月～1993年3月）
- 秋田放送 22:40～22:55（開始～1992年3月） → 23:40～23:55（1992年4月～終了）
- 岩手放送 0:00～0:10（開始～終了）
- 山形放送 23:45～翌0:00（開始～1993年3月）
- 栃木放送 21:25～21:40（開始～終了）
- 新潟放送 0:30～0:40（開始～終了）
- 山梨放送 0:00～0:15（開始～終了）
- 北日本放送 0:00～0:15（開始～1993年3月）
- 北陸放送 0:25～0:40（開始～終了）
- 福井放送 23:30～23:45（開始～終了）
- 岐阜放送 21:40～21:55（開始～1989年3月） → 22:00～22:15（1989年4月～1990年3月）
→ 21:30～21:40（1990年4月～同年9月） → 21:40～21:55（1990年10月～1991年3月）
→ 21:30～21:45（1991年4月～同年9月） → 21:40～21:55（1991年10月～終了）
- 和歌山放送 22:35～22:50（開始～終了）
- 山口放送 22:35～22:50（開始～終了）
- 高知放送 22:30～22:40（1990年10月～1991年3月）
- 長崎放送 0:15～0:30（開始～終了）
- 熊本放送 22:50～23:00（1990年4月～1991年3月） → 23:50～翌0:00（1991年4月～終了）
- 大分放送 23:45～23:55（1991年4月～終了）
- 宮崎放送 23:50～翌0:00（1991年10月～1992年3月）
- ラジオ沖縄 0:00～0:10（開始～1990年9月）→ 0:30～0:40（1990年10月～1992年9月）
→ 琉球放送 23:20～23:30（1992年10月～終了）

| 毎日放送ラジオ（MBSラジオ）制作・JRN・NRN系列 火曜 - 土曜日（月-金深夜）2:40枠（1989.1~1990.3) | 毎日放送ラジオ（MBSラジオ）制作・JRN・NRN系列 火曜 - 土曜日（月-金深夜）2:40枠（1989.1~1990.3) | 毎日放送ラジオ（MBSラジオ）制作・JRN・NRN系列 火曜 - 土曜日（月-金深夜）2:40枠（1989.1~1990.3) |
| 前番組                                                                                         | 番組名                                                                                         | 次番組                                                                                         |
| ---------------------------------------------------------------------------------------------- | ---------------------------------------------------------------------------------------------- | ---------------------------------------------------------------------------------------------- |
| MAKOTOの夜はイタダキ                                                                           | らじとぴあワールド                                                                             | MBSミッドナイトドライブ                                                                        |
| ラジオ関西制作・JRN・NRN系列 火曜 - 土曜日（月-金深夜）2:00枠（1990.4~1993.6)                  |                                                                                                |                                                                                                |
| 放送休止時間                                                                                   | らじとぴあワールド 20分枠                                                                      | 歌謡フラッシュ 10分枠                                                                          |